# Curt-Siodmak-Preis
Der Curt-Siodmak-Preis war ein deutscher Filmpreis, der von 2003 bis 2022 jährlich für Filme und Serien aus dem Bereich der Science-Fiction verliehen wurde. Der Preis wurde vom Science Fiction Club Deutschland (SFCD) und dem Thomas Sessler-Verlag in den Kategorien „Bester Film“ und „Beste Serie“ verliehen. Außerdem konnte eine deutsche Produktion mit einem Sonderpreis ausgezeichnet werden. Die Verleihung erfolgte aufgrund einer Abstimmung, an der sich jedermann beteiligen konnte. Grundlage der Abstimmung war eine Liste wählbarer Werke, die alle im vorangegangenen Jahr in deutscher Sprache erstaufgeführten Filme und Serien des Genres enthalten sollte. Die Empfänger des undotierten Preises wurden auf dem jährlich stattfindenden SFCD-Kongress bekanntgegeben.
Der Name des Preises ehrt das Andenken des in die USA emigrierten Curt Siodmak, der mit dem Drehbuch für F.P.1 antwortet nicht und dem Roman Donovans Hirn zwei herausragende Vorlagen klassischer Science-Fiction-Filme schrieb.

## Liste der Preisträger
Bester Film
- 2003: Minority Report
- 2004: Solaris
- 2005: Die Unglaublichen – The Incredibles
- 2006: Serenity – Flucht in neue Welten
- 2007: Children of Men
- 2008: Prestige – Die Meister der Magie
- 2009: WALL·E – Der Letzte räumt die Erde auf
- 2010: Avatar – Aufbruch nach Pandora
- 2011: Inception
- 2012: Planet der Affen: Prevolution
- 2013: Cloud Atlas
- 2014: Gravity
- 2015: Guardians of the Galaxy
- 2016: Der Marsianer – Rettet Mark Watney
- 2017: Arrival
- 2018: Blade Runner 2049
- 2019: Ready Player One
- 2020: Alita: Battle Angel
- 2021: nicht vergeben (Mehrheit für „kein Preis“)
- 2022: Dune

Beste Serie
- 2003: Akte X – Die unheimlichen Fälle des FBI
- 2004: Stargate – Kommando SG-1
- 2005: Star Trek: Enterprise
- 2006: Star Trek: Enterprise
- 2007: Battlestar Galactica
- 2008: Battlestar Galactica
- 2009: Battlestar Galactica
- 2010: Battlestar Galactica
- 2011: Fringe – Grenzfälle des FBI
- 2012: Ijon Tichy: Raumpilot
- 2013: Fringe – Grenzfälle des FBI
- 2014: Doctor Who
- 2015: Doctor Who
- 2016: Doctor Who
- 2017: Doctor Who
- 2018: The Expanse
- 2019: The Orville
- 2020: Dark
- 2021: The Expanse
- 2022: Star Trek: Lower Decks

Sonderpreis für deutsche und deutschsprachige Produktionen
- 2003: nicht vergeben (Mehrheit für „kein Preis“)
- 2004: Anatomie 2
- 2005: (T)Raumschiff Surprise – Periode 1
- 2006: nicht vergeben
- 2007: nicht vergeben (Mehrheit für „kein Preis“)
- 2008: nicht vergeben
- 2009: nicht vergeben
- 2010: nicht vergeben
- 2011: Pandorum
- 2012: Ijon Tichy: Raumpilot
- 2013: nicht vergeben
- 2014: nicht vergeben
- 2015: Der kleine Medicus – Bodynauten auf geheimer Mission im Körper
- 2016–2022: nicht vergeben

Sonderpreis für die Darstellung des Science-Fiction-Fandoms
- 2010: Fanboys